# 紐西蘭國徽
新西兰國徽是一面盾徽。左上角藍地，繪有四顆紅色五角星，即南十字星。左下角紅地，繪有一束小麥，代表農業。中間白地，繪有三艘帆船，象徵海上貿易的重要性。右上角紅地，繪有羊毛，象徵畜牧業。右下角藍地，繪有錘子，代表礦業。盾上方飾有一頂聖愛德華王冠。兩側由一名手持國旗的歐洲裔婦女（另一種說法是西蘭蒂亞）和手持武器的毛利人守護著。盾徽下有銀葉蕨。飾帶上書有國名。